# Xanthaciura excelsa
Xanthaciura excelsa är en tvåvingeart som beskrevs av Aczel 1950. Xanthaciura excelsa ingår i släktet Xanthaciura och familjen borrflugor. Inga underarter finns listade i Catalogue of Life.